# Fons honorum
Il termine latino fons honorum (in italiano fonte degli onori) è un'espressione che si riferisce al legittimo diritto che ha un capo di Stato, in virtù della sua posizione ufficiale, di insignire altre persone di titoli nobiliari o ordini cavallereschi o di merito.

## Origine
Durante l'Alto Medioevo, i cavalieri europei erano essenzialmente guerrieri in armatura e a cavallo: era una pratica comune che i comandanti dei cavalieri conferissero il rango di cavaliere ai loro migliori soldati, che a loro volta avevano il diritto di conferire la stessa dignità ad altri che l'avessero meritato.
Questo sistema con cui si trasmetteva la dignità del cavaliere cominciò a cambiare durante le crociate, quando sorsero gli ordini religiosi cavallereschi: ai cavalieri appartenenti a questi ordini, limitati e vincolati dal voto di obbedienza verso il Gran Maestro dell'ordine, era proibito armare cavalieri altre persone. Questa forma di trasmissione del rango di cavaliere fu particolarmente gradita ai sovrani, come modo per garantirsi le fedeltà dei cavalieri alla propria causa; a questo scopo i monarchi fecero proprio i Gran Magisteri degli attuali ordini cavallereschi, o ne crearono di propri.
Dopo la fine del feudalesimo e la nascita degli Stati nazionali, sia gli ordini cavallereschi sia i titoli nobiliari (nelle monarchie) divennero di dominio e proprietà unica del sovrano (o del capo di Stato) che se ne servì per ricompensare i propri leali e meritevoli sudditi (o cittadini). In altre parole, i sovrani e capi di Stato divennero fons honorum delle proprie nazioni.

## Situazione attuale
Contrariamente a una diffusa credenza popolare, essere creato nobile o cavaliere non dà a una persona il diritto di conferire titoli nobiliari o ordini a terzi. Considerati i precedenti storici degli ordini cavallereschi sopraddetti, nessuna persona o organizzazione, tranne che il capo di uno Stato, può essere fons honorum: persone e organizzazioni che non sono capi di Stato, capi di dinastie non più regnanti possono conferire determinati onori soltanto con il permesso esplicito della fons honorum da cui essi stessi dipendono. Per esempio, nel Regno Unito, dove fons honorum è il monarca, alcune società hanno il permesso sovrano di conferire medaglie, ma queste devono essere portate sulla parte destra del petto. In Francia, invece, a parte rare eccezioni, non è concesso indossare insegne di ordini e medaglie non governative. Il papa, in quanto capo della Chiesa cattolica e sovrano dello Stato della Città del Vaticano è considerato fons honorum.